# Автодорога A10 (Латвия)

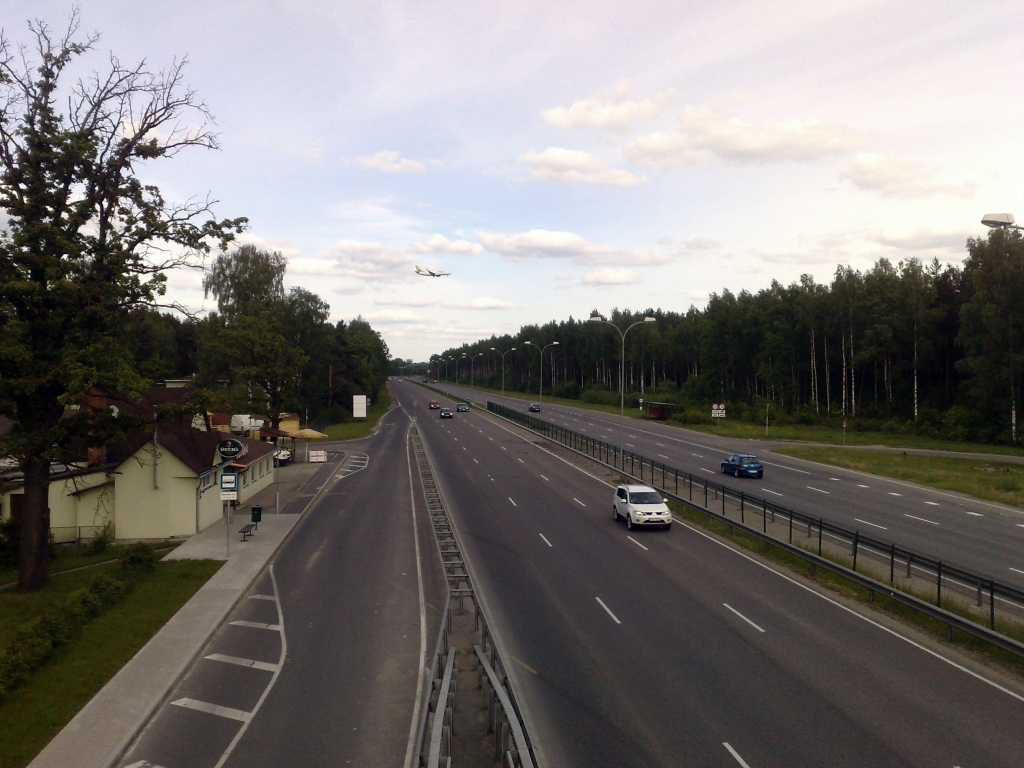
Автодорога А10 близ Риги

А10 (неофициальное название Ве́нтспилсское шоссе, латыш. Ventspils šoseja; на начальном отрезке также Юрмальское шоссе, латыш. Jūrmalas šoseja) — государственная автомобильная дорога высшей категории в Латвии, проходящая по маршруту Рига — Вентспилс и являющаяся частью европейского маршрута E 22 и Европейских коммуникационных сетей (TEN-T).
Общая протяжённость дороги составляет 190,1 км. На отрезке от Риги до Юрмалы имеет по три полосы движения в каждом направлении (единственная 6-ти полосная трасса в Латвии, вне Риги), далее — по одной полосе в каждом направлении. Планируется расширение участка Приедайне — Слока (обход Юрмалы, 20,6 — 36,6 км). Дорога имеет асфальтовое и асфальтобетонное покрытие. Среднесуточный объём движения (AADT) составил в 2020 году 7368 автомобилей в сутки.
Отдельные участки дороги A10 пролегают в черте городов Рига (Трасса начинается на перекрестке Виенибас гатве и Карля Улманя гатве), Юрмала (микрорайоны Бражциемс, Бажциемс и Кудра) и Вентспилс; также автодорога проходит в непосредственной близости от города Тукумс и через населённые пункты: Попе, Угале, Спаре, Стразде. Пересекает дорогу A5 в Бабитской волости.

В черте города Риги является 4-ёх полосной дорогой, а после перекрёстка Карля Улманя гатве и ул. Лиелирбес (возле Т\Ц Спице), становится 6-ти полосной и длится до границе города Юрмалы, перед мостом через реку Лиелупе, дорога становится уже 2-ух полосной. На развязке Рига - Талси - Сабиле - Вентспилс, имеет 4-ёх полосную дорогу длинной в 2км. 

## История
Наиболее значимой частью современной автодороги A10 является участок от Риги до Юрмалы.
В 1877 году была открыта железнодорожная линия Рига — Тукумс, однако дороги вокруг неё выполняли в основном функции подъездных путей. С ростом популярности морских курортов близ Риги, в 1905—1915 годах было проложено шоссе длиной 24 км от Риги до Дубулты с мостом через Лиелупе.
К 1925 году шоссе от границы Риги до Лиелупе было реконструировано, а в 1926 году 13-километровый отрезок шоссе был покрыт асфальтом толщиной до 1,5 см.
После Второй мировой войны в течение нескольких лет велось восстановление дороги. В 1949 году на участке возле Бабите был уложен первый асфальт, производимый асфальтобетонным заводом в Бишумуйже.
Увеличение количества и грузоподъёмности автотранспортных средств в середине 1960-х годов стало предпосылкой дальнейшей реконструкции автодороги. В летний сезон доля легковых автомобилей на трассе Рига—Юрмала увеличивалась до 60-70 %. Вместе с тем, движение автотранспорта сильно тормозилось на железнодорожных переездах. Поэтому было принято решение проложить новую трассу.
Реконструкция шоссе Рига—Юрмала завершилась в 1972 году. Была создана автодорога первой технической категории длиной 12,1 км, с 6 полосами движения, несколькими узлами пересечения в двух уровнях, освещением, площадками для обслуживания автомобилей и отдыха. В ходе работ были использованы все самые современные на тот момент знания в области дорожного строительства. По обочинам были размещены дорожные знаки с изменяемыми указаниями о разрешённой скорости, тумане или гололёде, по обеим сторонам дороги были построены заправочные станции. На тот момент это был единственный дорожный участок в Латвии за пределами городов, который по ночам освещался. Дорога от Риги до Юрмалы занимала 6 минут, в народе этот путь называли «Шесть минут на Западе».